# Jaggl
Jaggl este o arie protejată (arie specială de conservare — SAC, sit de importanță comunitară — SCI) din Italia întinsă pe o suprafață de 702 ha, integral pe uscat.

## Localizare
Centrul sitului Jaggl este situat la coordonatele 46°47′36″N 10°33′28″E / 46.7933°N 10.5578°E.

## Înființare
Situl Jaggl a fost declarat sit de importanță comunitară în aprilie 2002 pentru a proteja 1 specie de plante și 7 specii de animale. Situl a fost protejat și ca arie specială de conservare în noiembrie 2016.

## Biodiversitate
Situată în ecoregiunea alpină, aria protejată conține 9 habitate naturale: Pajiști uscate seminaturale și facies de acoperire cu tufișuri pe substraturi calcaroase (Festuco-Brometalia) (* situri importante pentru orhidee), Păduri montane și subalpine de Pinus uncinata (* dezvoltate pe substrat gipsos sau calcaros), Fânețe montane, Păduri alpine de Larix decidua și/sau Pinus cembra, Pajiști alpine și subalpine calcaroase, Tufărișuri cu Pinus mugo și Rhododendron hirsutum (Mugo-Rhododendretum hirsuti), Pante stâncoase calcaroase cu vegetație casmofită, Păduri acidofile de Picea de la nivel montan la nivel alpin (Vaccinio-Piceetea), Grohotișuri calcaroase și de șisturi calcaroase de la nivelul montan până la nivelul alpin (Thlaspietea rotundifolii).
La baza desemnării sitului se află mai multe specii protejate:
- plante (1): papucul doamnei (Cypripedium calceolus)
- păsări (7): potârnichea de stâncă (Alectoris graeca saxatilis), acvilă de munte (Aquila chrysaetos), ciocănitoare neagră (Dryocopus martius), ciuvică (Glaucidium passerinum), sfrâncioc roșiatic (Lanius collurio), ciocănitoare de munte (Picoides tridactylus), ciocănitoare verzuie (Picus canus)

Pe lângă speciile protejate, pe teritoriul sitului au mai fost identificate 4 specii de plante, 1 specie de mamifere, 1 specie de nevertebrate.